# Tudorel Dima
Tudorel Dima (n. 5 noiembrie 1939, Brăila, România – d. 1 ianuarie 2019, Iași, România) a fost un filosof și logician român, membru titular al Academiei Române din anul 2011.